# Heizkraftwerk Hamborn
Das Heizkraftwerk Duisburg-Hamborn, kurz HKW Hamborn genannt, ist ein gasgefeuertes Heizkraftwerk auf dem Gelände des Stahlwerks Duisburg-Bruckhausen/Schwelgern der ThyssenKrupp Steel Europe (TKSE) im Norden von Duisburg. Seinen Namen trägt das Kraftwerk nach dem Stadtkreis Hamborn, zu dem das Werk historisch gehörte.
Das Kraftwerk versorgt zusammen mit dem Kraftwerk Hermann Wenzel das Stahlwerk mit Strom und Prozessdampf und nutzt dabei die bei der Eisen- und Stahlerzeugung und in der angeschlossenen Kokerei Schwelgern anfallenden Kuppelgase. Betrieben wird das Kraftwerk von TKSE in Kooperation mit RWE Generation.

## Lage
Das Kraftwerk liegt auf dem Werksgelände des TKSE-Stahlwerkes am rechten Rheinufer im Norden von Duisburg. Quer durch das Stahlwerksgelände verläuft nördlich des Kraftwerkes die Grenze zwischen den Duisburger Stadtteilen Marxloh-Schwelgern (Stadtbezirk Hamborn) im Norden und Bruckhausen (seit 1975 Teil des Stadtbezirks Meiderich/Beeck) im Süden. Das Kraftwerk liegt also nach heutiger Definition (als Stadtbezirk) gar nicht mehr in Hamborn; da das Werk aber historisch zu Hamborn gehörte, wurde der Name für das Kraftwerk beibehalten.

## Geschichte
Erbaut wurde das Kraftwerk mit zwei kleinen Blöcken im Zuge des Wiederaufbaus des Stahlwerkes nach dem Zweiten Weltkrieg Anfang der 1950er-Jahre. Ende der 1950er- und Mitte der 1970er-Jahre kam jeweils ein neuer, größerer Block hinzu.
Im Jahr 2000 entschieden ThyssenKrupp und RWE, gemeinsam einen neuen Block (Nummer „5“) zu errichten, der von RWE betrieben und die alte Blöcke 1 und 2 des Werkes ersetzen sollte. Im August 2003 nahm der neue Block seinen Betrieb auf.
Am 31. Mai 2017 erwarb ThyssenKrupp das Kraftwerk von RWE und ist somit nun Eigentümer und Betreiber.

## Aufbau und Funktionsweise
Das Kraftwerk besteht aus fünf Blöcken, von denen zwei inzwischen (Stand 2014) stillgelegt sind:
| Block                                 | 1+2             | 3               | 4               | 5              |
| ------------------------------------- | --------------- | --------------- | --------------- | -------------- |
| Hersteller: - Dampfkessel - Turbosatz | - Babcock - BBC | - Babcock - BBC | - Lentjes - BBC | Babcock Borsig |
| Baujahr                               | 1952            | 1958            | 1976            | 2003           |
| Status                                | stillgelegt     | in Betrieb      | in Betrieb      | in Betrieb     |
| Kessel: Dampfleistung (t/h)           | 2 × 130         | 220             | 380             | 670            |
| Turbosatz: Nennleistung (MW brutto)   | 2 × 30          | 64              | 108             | 240            |